# Torneo de Cantón 2016
El Guangzhou International Women's Open 2016 es un torneo tenis jugado en canchas duras al aire libre. Es la 13 ª edición de la Internacional de la Mujer Guangzhou abierto, y parte de los torneos internacionales de la WTA. Se llevará a cabo en Guangzhou, China, del 19 al 24 de septiembre de 2016.

## Cabeza de serie

### Individual
| Tenista            | Ranking | Preclasificada |
| Sara Errani        | 36      | 1              |
| Jelena Janković    | 37      | 2              |
| Ana Konjuh         | 52      | 3              |
| Christina McHale   | 53      | 4              |
| Alison Riske       | 61      | 5              |
| Danka Kovinić      | 63      | 6              |
| Kateřina Siniaková | 65      | 7              |
| Zheng Saisai       | 70      | 8              |

- Ranking del 12 de septiembre de 2016

### Dobles
| Tenista                           | Ranking | Preclasificada |
| María Irigoyen Tatjana Maria      | 111     | 1              |
| Lyudmyla Kichenok Nadiia Kichenok | 132     | 2              |
| Martina Hingis Jelena Janković    | 151     | 3              |
| Asia Muhammad Peng Shuai          | 177     | 4              |

## Campeonas

### Individual Femenino
Lesia Tsurenko venció a  Jelena Janković por 6-4, 3-6, 6-4

### Dobles Femenino
Asia Muhammad /  Shuai Peng vencieron a  Olga Govortsova /  Vera Lapko por 6-2, 7-6(3)